# Tokyo Boeki Group
Tokyo Boeki Group (яп. 東京貿易株式会社) — назва міжнародного холдингу, який об'єднує 22 приватні компанії переважно з Японії, а також з ряду інших країн світу (США, Австралія, Корея, Китай, Росія та ін.) Головний офіс знаходиться в Токіо. Спочатку компанія створювалася як торгова, але пізніше диверсифікувала свій бізнес в різних напрямках, що включають не тільки торгівлю, а й власні виробництва складного обладнання, дослідження і розробку нових технологій, інвестиційну та іншу діяльність.

## Діяльність
Двоє з компаній, що входять до холдингу, «Tokyo Boeki Technology Ltd.» і «Tokyo Boeki (RUS) LLC» працюють з Росією і країнами колишнього СРСР, куди «Токіо Боекі» поставляє складне промислове та науково-аналітичне обладнання, в основному японського виробництва, таких компаній як JEOL, Nikon, Rigaku, Ulvac, Katsuragawa Electric, Yamato Scientific тощо.
Ще до перетворення в холдинг «Токіо Боекі» була однією з перших зарубіжних компаній-експортерів, яка почала здійснювати продаж обладнання японських виробників в СРСР.
«Токіо Боекі» співпрацює зі світовими компаніями та університетами, забезпечуючи замовників продукцією і послугами в галузях освіти і науки, машинобудування, видобутку сировини, енергетики, металургії, а також в інших галузях, безпосередньо пов'язаних з базовими галузями промисловості.

## Історія
Після закінчення Другої світової війни, незважаючи на величезні матеріальні та людські втрати, Японія змогла швидко відновитися. Вже в 1960-х роках вона займала 2-е місце в капіталістичному світі за обсягом промислового виробництва, а через десять років і за обсягом валового національного продукту.
У 1946 році за рішенням окупаційної влади холдинг «Mitsubishi Commercial Company» був розбитий на 44 незалежні компанії. Найбільші з них — «Tokyo-Mitsubishi Bank», «Mitsubishi Motors», «Mitsubishi Electric» і торговий дім «Mitsubishi Corporation», більш дрібні — компанії «Nikon Cameras», «Kirin Breweries» і «Asahi Glass». На базі однієї з цих фірм в 1947 році Ясуо Мацумія (яп. 松 宫 康夫) організував нову фірму «Tokyo Boeki Shokai».
Отримавши в 1951 році від японського Продовольчого управління (食粮 庁) ліцензію на імпорт в Японію іноземних продуктів харчування, фірма починає свою комерційну діяльність.
У 1952 році організовуються дочірня компанія «TOMAS Way» (на честь якої на сучасному логотипі «Токіо Боекі» написано слово «TOMAS»). У тому ж році фірма «Tokyo Boeki Shokai» організувала дочірню компанію «Sino — Japan Trade» для здійснення бартерної торгівлі продуктами харчування з Китаєм в післявоєнний час.
1953 рік вважається початком торговельної діяльності фірми в галузі поставок для компанії «Yahata Steel» (зараз «Nippon Steel Corporation»).
У 1954 році компанія отримала права на постачання обладнання спільного американо-японського підприємства «U.S. Chicksan Joint and Loading Arm Machinery», що послужило основою для подальшого зростання в галузі електроенергетики, газової і нафтової промисловості.
У 1957 році офіційною назвою фірми стало «Tokyo Boeki Ltd».
У період 1952–1958 років одні з найвпливовіших японських бізнесменів уклали 4 торгові неурядові угоди з Китаєм про двосторонню торгівлю. Кожна сторона угоди відкрила торгове представництво, а також мала право підняти національний прапор своєї країни на території іноземного партнера по бізнесу. Реакція з боку інших країн — японських партнерів (США, Тайвань та ін) на подібні привілеї була однозначно негативною, японський уряд також виступив проти приватної торгівлі з КНР. У травні 1958 року в місті Нагасакі молодіжне націоналістичне [джерело не вказане 4325 днів] угрупування спустило китайський прапор, розташований над магазином китайських товарів (так званий «Інцидент з прапором у Нагасакі» (长崎 国旗 事件)). Японський уряд відмовився робити які-небудь дії. У відповідь ображений китайський уряд розірвав всі економічні та культурні відносини з японськими сусідами, аргументуючи це тим, що Японія не визнає Китайську Народну Республіку як націю. Більше 4 років після цього інциденту між КНР і Японією не було ніяких ділових відносин. Таким чином, в 1958 році діяльність компанії «Sino-Japan Trade» була припинена, почалася диверсифікація бізнесу компанії по країнах.
1959 — рік успішної співпраці з фірмою «John Lysaght», підрозділом «BHP» (Австралія), з постачання сталевого прокату. Натхнене успіхами СРСР в галузі освоєння космосу, керівництво «Токіо Боекі» приймає рішення про відкриття в Москві першого іноземного представництва компанії. Інші іноземні підрозділи фірми були відкриті значно пізніше: в Канаді (Ванкувер, 1976), США (Детройт, 1988), Китаї (Гонконг, 1988), Малайзії (Куала-Лумпур, 1990) та інших державах. Через 2 роки після відкриття представництва в Україні (Київ, 2003) компанія «Токіо Боекі» підписала Генеральну Угоду про науково-технічне співробітництво в мирних цілях з Національною академією наук України.
У 1960 році «Токіо Боекі» отримала ексклюзивні права на постачання до Японії залізної руди фірми «Timblo Ltd.», Індія; організація поставок залізної руди з Австралії («Yampi, Whyalla Pellet») до країн Європейського Союзу.
1962 був відзначений зростанням продажів сталеливарної продукції в країни Європейського Економічного Співтовариства (зараз ЄС).
У 1969 році завершилося будівництво заводу в Ацугі, на якому запускається виробництво вимірювального обладнання та систем моделювання.
У 1973 році компанія відкрила власний ресторан. В Нью-Йоркському готелі «Astoria Hotel» почав свою роботу ресторан традиційної японської кухні.
1974 рік. Організація спільного підприємства «Qatar Steel Co» — першого повномасштабного сталеплавильного підприємства на Середньому Сході.
Важливою подією, яка зміцнила позицію компанії на світовому ринку, стало підписання договору про масове постачання автомобілів в Китай. У зв'язку з цим в 1978 році фірма «Токіо Боекі» почала організовувати поставку автомобілів виробництва «Toyota Motor Corporation» і «Hino Motors».
1980. Довгостроковий договір з «BHP» (Австралія) про імпорт вугілля.
1983. Інвестиції в канадське підприємство «Quintette Coal» з розробки вугільних ресурсів у Канаді.
1985. Організація компанії «Monitor Products Inc» в Нью-Джерсі, США з виробництва побутової електроніки.
1986. Організація фірми «New York Life Corp.» (нині «Redac Inc.») в Нью-Йорці з виробництва систем життєзабезпечення.
«Токіо Боекі» продовжує організовувати дочірні компанії, виділяючи розвинені підрозділи в окремі самостійні підприємства. У 1994 році завод «Astugi» став «Tokyo Boeki Techno System Ltd.», а департамент іноземних проектів став «Tokyo Boeki Development Ltd».
У 1995 році Хіросі Матіда став президентом компанії. Головою ради директорів став Ясуо Мацумі.
1996. Організація дочірньої фірми «Tokyo Boeki (Singapore) Pte. Ltd.» у Сінгапурі.
1997. «Токіо Боекі» співпрацює з підприємствами, діяльність яких спрямована на поліпшення екологічної ситуації в світі. Партнером компанії є канадська фірма «ELI ECO Logic International», що розробляє технології захисту навколишнього середовища.
1998. Внутрішнє реструктурування компанії для підвищення ефективності її роботи напередодні нового століття. Освоєння нових царин бізнесу: екологія, інформаційні технології та комунікації. Цей рік ознаменувався для фірми отриманням статусу ексклюзивного представника в Японії фірми «Allied Signal», USA — виробника мікрогазових турбінних генераторів. Компанія «Токіо Боекі» вийшла на ринок теплофікаційних турбін.
У 1999 році була створена фірма з виробництва медичного аналітичного обладнання «Tokyo Boeki Medical Systems Ltd». Також 1999 рік пов'язаний з початком організації поставок некоксуючогося вугілля, завдяки інвестиціям в австралійську вугледобувну компанію «Cook Resource Mining».
2000. Придбання прав на виробництво та продаж систем на паливних елементах з довгострокового угодою з фірмою «IDATECH», США.
У 2001 в Японії були проведені фундаментальні реформи податкової системи. Основний елемент реформи від 14 грудня 2001 року — створення системи об'єднаного оподаткування, головною метою якої є стимулювання реструктуризації японських корпорацій, сприяння збереженню і посиленню їх глобальної конкурентноздатності. Згідно цій реформі податок на корпорацію повинен визначатися виходячи з єдиного розміру доходів і витрат компаній, що входять в об'єднану групу платників податків.
У 2002 році Хіросі Матіда, що керував компанією протягом 7 років, передав свої повноваження новому президентові компанії Йосіюкі Татено. З цього моменту менеджмент компанії став реалізовувати програму «Орієнтація стратегій на ріст і розвиток».
2003. Організація дочірньої компанії «Niigata Loading Systems» і створення інфраструктури для розробки, виробництва та комерціалізації обладнання для закачування зрідженого природного газу на морські судна, для енергетичної галузі.

## Московське представництво Tokyo Boeki Group
У 1967 році відбулася офіційна акредитація московського представництва «Токіо Боекі» — перша акредитація представництва іноземної компанії в СРСР.
У жовтні 2009 року московське представництво «Токіо Боекі» святкувало своє 50-річчя. Компанія, насамперед, відома, як офіційний представник японських виробників науково-аналітичного обладнання: «JEOL», «Nikon», «Rigaku» та ін. Крім того, фірма постачає в Росію обладнання «Oxford Instruments» (Велика Британія), «Gatan» (США), «Katsuragawa Electric» (Японія ), «Plextor» (Японія) і багато інших.
«Токіо Боекі» співпрацює з багатьма інститутами Міністерства освіти і науки Російської Федерації, Російської Академії Наук, Міністерства охорони здоров'я Російської Федерації, різними науковими і виробничими підприємствами, комерційними організаціями і державними установами, здійснюючи технічний консалтинг, підтримку нових перспективних проектів, продаж науково-аналітичного та промислового обладнання, проектування і оснащення дослідницьких центрів.